# Temari (giocattolo)
Temari' (

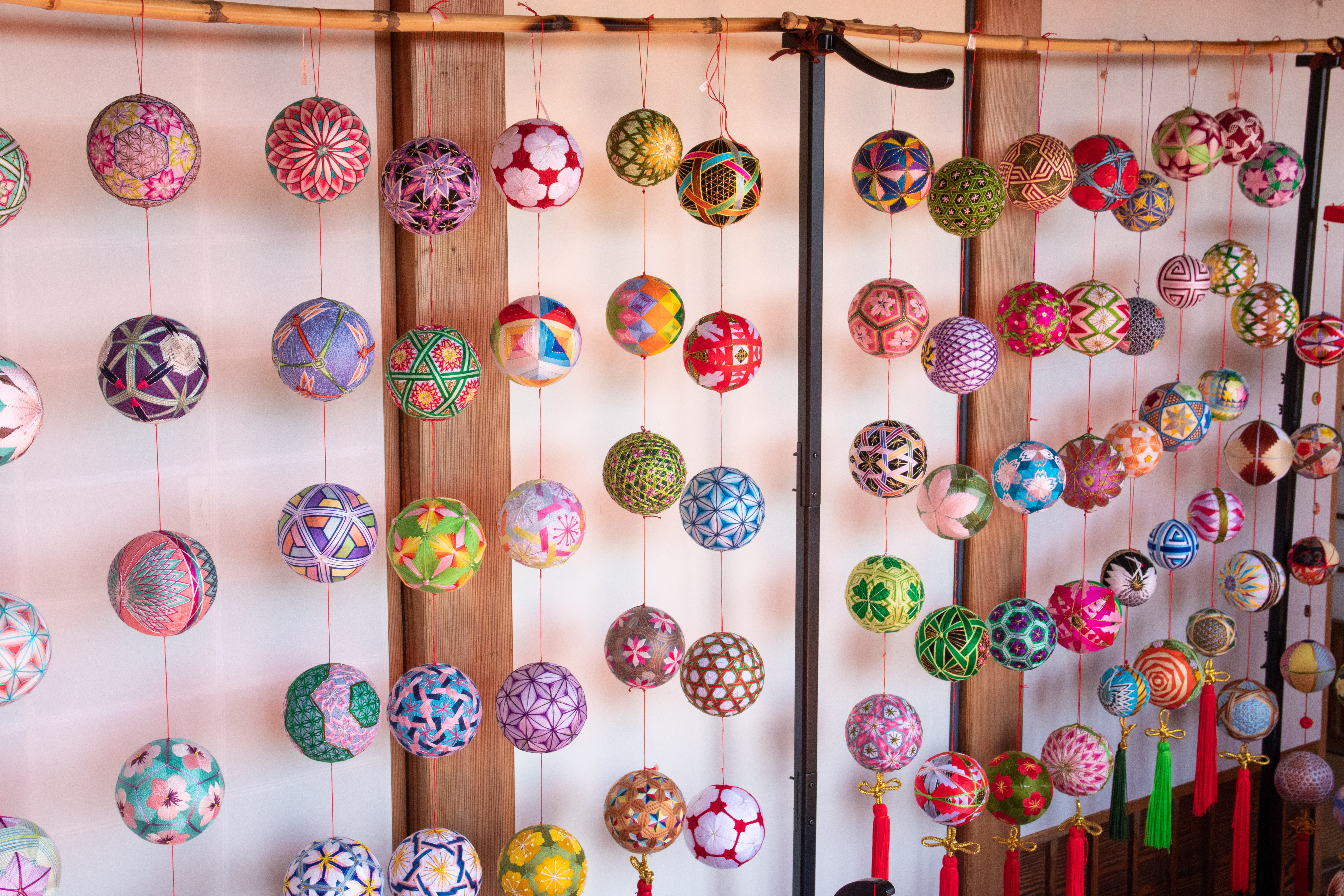
Temari in vetrina.

手 ま り? palline a mano) o gotenmari (nihongo |  御殿まり) (palline di seta colorate) sono giocattoli di stoffa a forma sferica tipici dell'artigianato giapponese, importati intorno al VII secolo d.C. dalla Cina.

## Descrizione
I temari sono palline di stoffa ricamate che vengono utilizzate in diversi giochi come pallamano, ping pong e altri giochi simili. Le sfere temari vengono usate anche per ornare le kinchaku (borsette dei kimono).

## Leggenda e tradizione
I cinesi hanno una ricca tradizione associata ai temari, come la cerimonia dell'Esercizio dei leoni, il cui scopo è quello di scacciare i demoni. Durante il rito viene usato un grande temari, che rappresenta il Sole, per intimorire gli spiriti.
È nota una leggenda per cui il leone mitologico cinese donerebbe del latte ai suoi fedeli seguaci; per questo motivo i contadini posizionavano temari decorati nelle proprie campagne sperando di ottenere in cambio un po' del latte sacro.
Nella cultura giapponese, i temari sono simbolo di amicizia e lealtà.
La tradizione vuole che per Capodanno le madri facciano dei temari di buon auspicio per i propri bambini. All'interno di ogni pallina viene lasciato un piccolo pezzo di carta con l'augurio materno, che rimarrà nascosto. Alle volte all'interno dei temari vengono messi dei chicchi di riso o dei campanelli per farli suonare.

## Storia
Col passare del tempo, l'arte popolare dei temari divenne sempre più complessa e variegata. Da giocattolo domestico, il temari divenne un passatempo anche delle classi nobili e si arrivò a istituire delle gare durante le quali le donne aristocratiche si sfidavano nella creazione di oggetti sempre più particolari.
In Giappone, diventare un artigiano di temari è ritenuta una cosa molto prestigiosa perché richiede grande maestria e preparazione.

## Fabbricazione

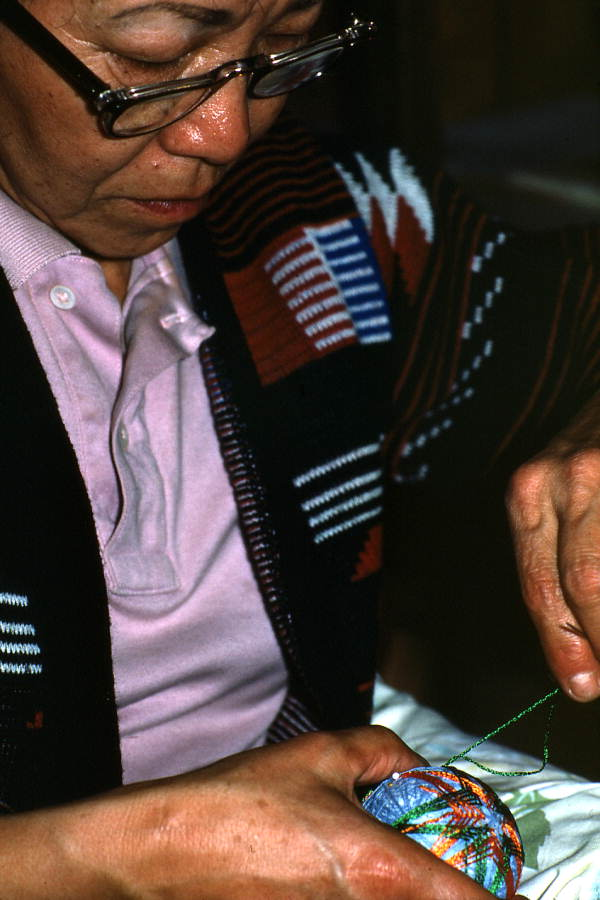
Artigiano di sfere temari.

I temari sono fabbricati con i resti di vecchi kimono. Gli straccetti di seta vengono avvolti strettamente tra di loro in strati fino a formare una pallina che viene infine ricamata con figure molto dettagliate e raffinate.
I temari seguono una struttura esecutiva fissa: sono divisi in "mari" (sezioni), mediante l'uso di perni posizionati temporaneamente e fili per la realizzazione permanente dei ricami. I "mari" standard sono di tre tipi: divisione semplice (tanjun toubun ); divisione a 8 combinazioni (hachitoubun no kumiawase ); e divisione a 10 combinazioni (juutoubun no kumiawase ). Il design, i colori e i fili utilizzati nel ricamo hanno un linguaggio simbolico ben preciso.

## Galleria d'immagini

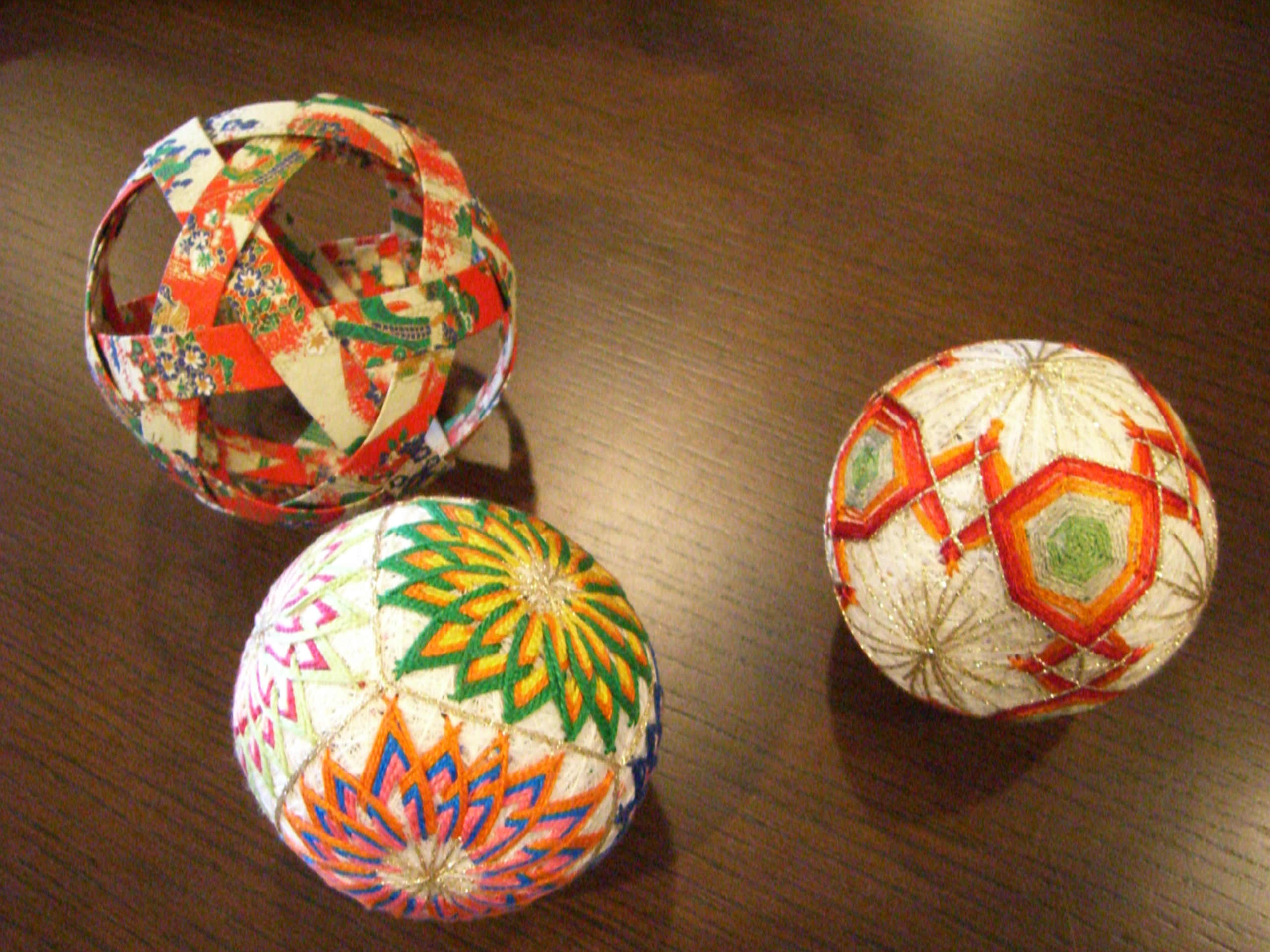
Sfere temari dai colori sgarganti
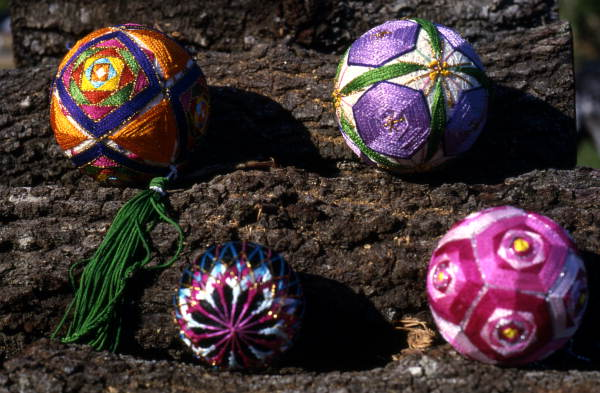
I temari sono costituiti da composizioni geometriche intricate
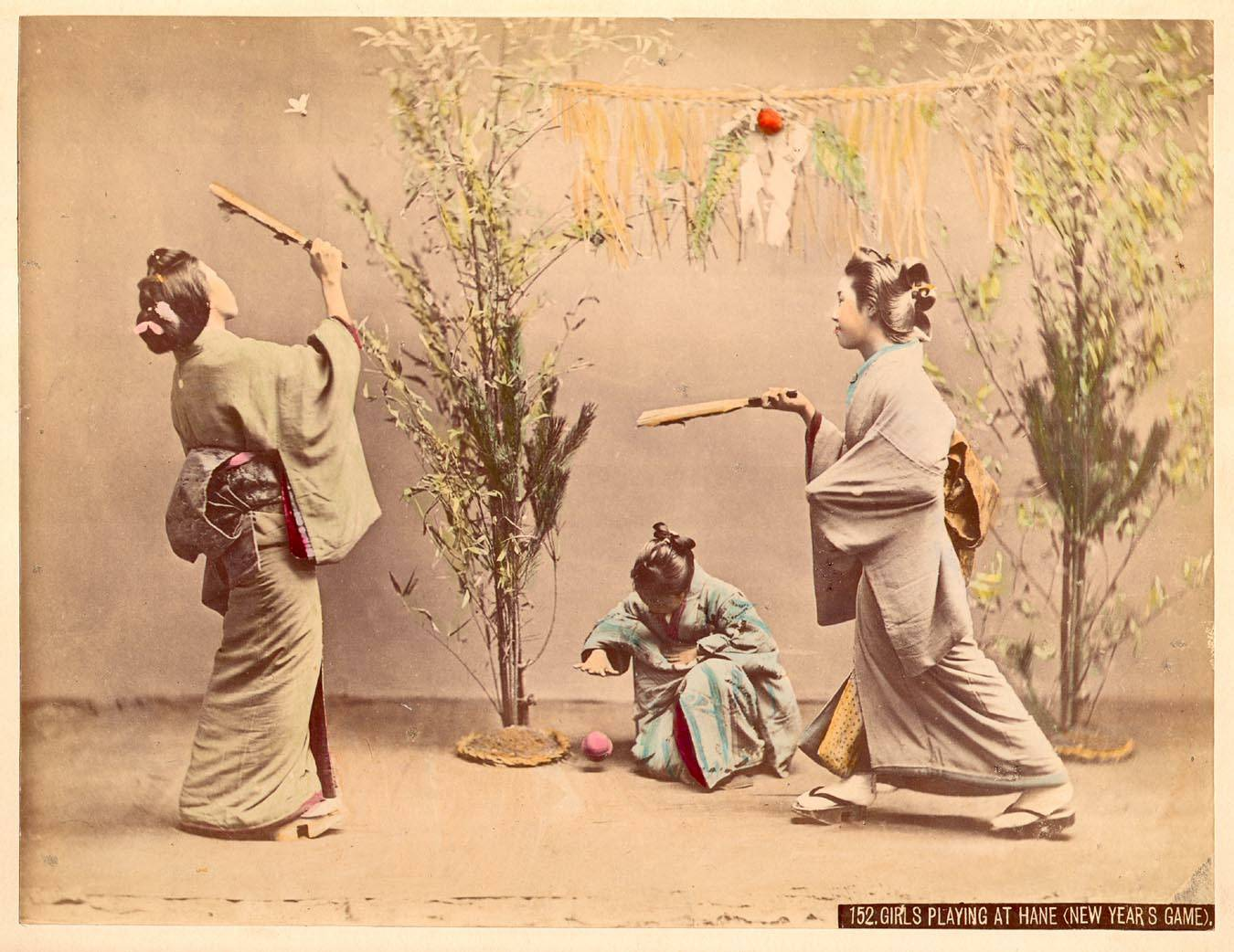
"Ragazze che giocano a ping-pong con una sfera di temari", fotografo Kinbei Kusakabe, circa 1902.
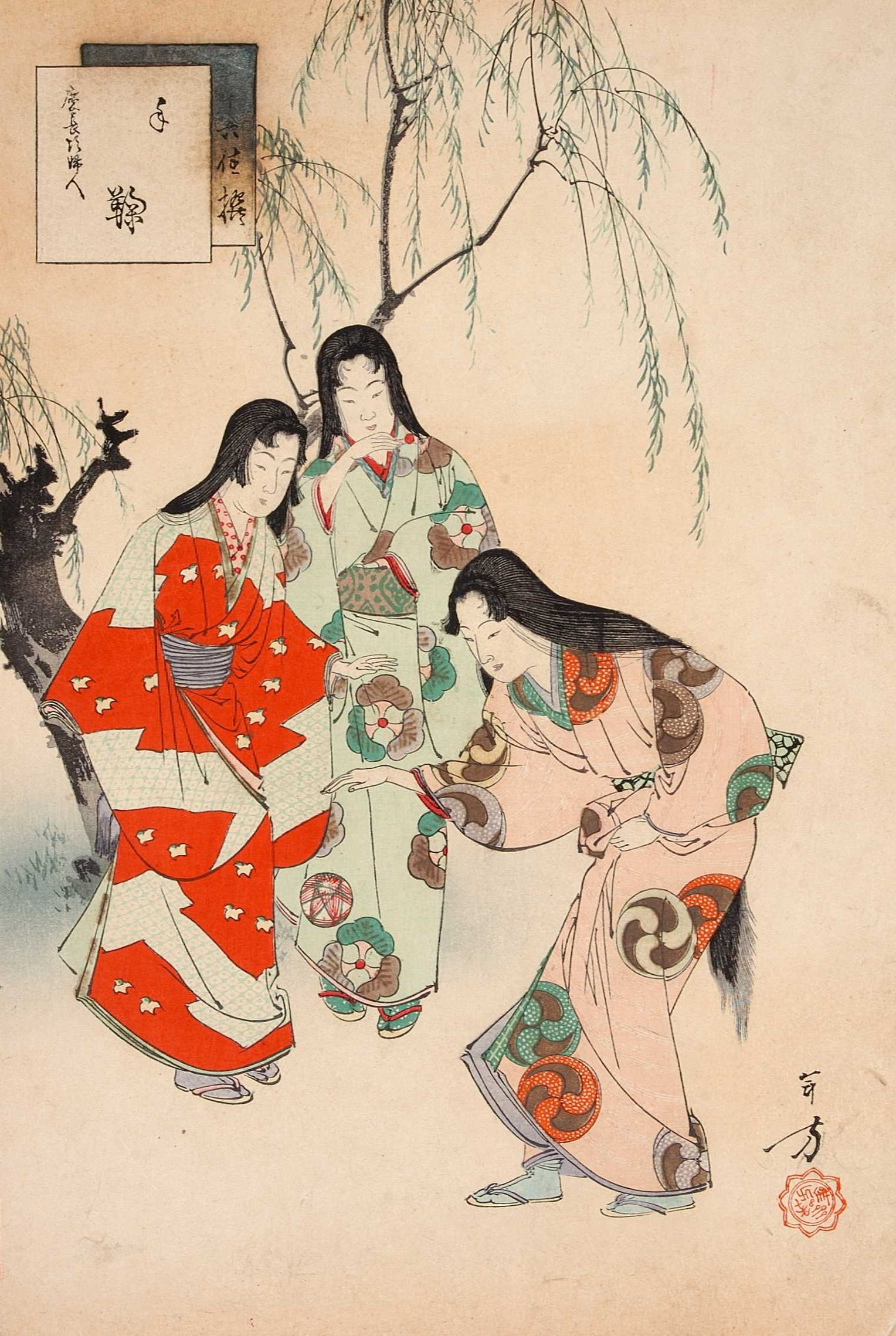
Dipinto di Mizuno Toshikata (1866-1908), "Giovani donne con temari" .